# Secamone ferruginea
Secamone ferruginea là một loài thực vật có hoa trong họ La bố ma. Loài này được Pierre ex Costantin miêu tả khoa học đầu tiên năm 1912.